# Siveta
Siveta (em hebraico: שבטה; romaniz.: Shivta), originalmente Sobata (em grego:  Σόβατα) ou Subeita (em árabe: شبطا), é uma cidade antiga no deserto de Negueve, em Israel, situada a 43 quilômetros a sudoeste de Bersebá. Siveta foi declarada Patrimônio Mundial da UNESCO em junho de 2005, como parte da Rota do Incenso e das Cidades do Deserto do Negev, juntamente com Haluza / Elusa, Obodate e Mapsis.
O nome Siveta é uma hebraização atual, dada pelo Comitê de Nomenclatura do Negevue no início dos anos 1950.